# Ted Brithén
Ted Brithén, född 25 november 1990, är en svensk före detta ishockeyspelare, som sedan säsongen 2017/2018 spelade för Rögle BK. Han spelade från säsongen 2007/2008 till 2009/2010 i Rögles J18 respektive J20-lag, med en kort sejour i Sarnia Sting, Ontario, Canada och spelade i Ontario Hockey League - som ingår i CHL. Han spelade (med inhopp enstaka matcher tidigare säsonger) i Rögle BK:s seniorlag från säsongen 2010/2011 till 2012/2013. 
Han beskrevs 2012 som "An all-around center with a good eye for the game. A smart two-way player and excellent playmaker. Useful on both powerplay and penalty kill. Has a good shot. (Matias Strozyk) "
Under säsongerna 2013/2014 till 2016/2017 spelade han för HV71, men återkom 2017/2018 till Rögle BK, där han fram till november 2017 var lagkapten.